# Vinter-femkamp ved vinter-OL 1948
Vinter-OL 1948 i St. Moritz havde en vinter-femkamp som den ene af to demonstrationssportsgrene.
Femkampen bestod af dissse fem dele:
- langrend
- skydning
- styrtløb
- fægtning
- ridning

## Resultater
1. Lindh (Sverige)
2. Grut (Sverige)
3. Haase (Sverige)
4. Somazzi (Schweiz)
5. Rumpf (Schweiz)
6. Allhusen (Storbritannien)
7. Griessler (Østrig)
8. Schriber (Schweiz)
9. Walker (Storbritannien)
10. Legard (Storbritannien)
11. Willoughby (Storbritannien)
12. Egnell (Sverige)
13. Platan (Finland)
14. Vollmeier (Schweiz)

## Reference
- Rapport Général sur les Ves Jeux Olympiques d’hiver St-Moritz 1948 (PDF) (fransk). Comité Olympique Suisse. s. 72-74. Hentet 2006-11-21.